# Lampria circumdata
Lampria circumdata là một loài ruồi trong họ Asilidae. Lampria circumdata được Bellardi miêu tả năm 1861. Loài này phân bố ở vùng Tân nhiệt đới.